# Samuilov natpis
Samuilov natpis je nadgrobna ploča s natpisom koji je djelomično oštećen.
Nazvana je po Samuilu, bugarskom caru koji je podigao spomenik svojim roditeljima Nikoli i Ripsimiji te bratu Davidu.
Nađen je 1888. godine u crkvi u sela German kraj Malog Prespanskog jezera u Grčkoj. Kasnije je natpis odnesen u Narodni muzej u Sofiji. Dimenzije ploče su 130 × 67 × 7 centimetra.
Natpis je jedan od rijetkih staroslavenskih spomenika koji je datiran  (1.IX.992-31.VIII.993. godine).